# Anabate à gouttelettes
Syndactyla guttulata
Espèce
Statut de conservation UICN

 LC  : Préoccupation mineure
L’Anabate à gouttelettes (Syndactyla guttulata) est une espèce de passereaux de la famille des Furnariidae.

## Répartition et habitat
Cet oiseau est endémique du Venezuela. Il se rencontre, entre 900 et 2 100 m d'altitude, dans les forêts humides de la cordillère de la Costa.

## Liste des sous-espèces
Selon GBIF (27 août 2024) :
- Syndactyla guttulata guttulata (P.L.Sclater, 1858)
- Syndactyla guttulata pallida Zimmer & Phelps, 1944

## Systématique
Le nom valide complet (avec auteur) de ce taxon est Syndactyla guttulata (P.L.Sclater, 1858),.
L'espèce a été initialement classée dans le genre Anabazenops sous le protonyme Anabazenops guttulatus P.L.Sclater, 1858.
Ce taxon porte en français le nom vernaculaire ou normalisé suivant : Anabate à gouttelettes.

### Publication originale
- (en + la) Philip Lutley Sclater, « Description of Eleven New Species of Birds from Tropical America », Proceedings of the Zoological Society of London, Londres, ZSL, vol. 25, no 1,‎ 1857, p. 271–277 (ISSN 0370-2774, OCLC 1779524, BNF 32843178, DOI 10.1111/J.1096-3642.1857.TB01240.X, lire en ligne).